# Gumienice (Pogorzela)
Gumienice ist ein Dorf der Gemeinde Pogorzela im Powiat Gostyński in der Woiwodschaft Großpolen im westlichen Zentral-Polen. Der Ort mit einem Schulzenamt befindet sich etwa 4 km südwestlich von Pogorzela, 16 km südöstlich von Gostyń, und 70 km südlich der Landeshauptstadt Poznań.

## Geschichte
Das Hauländerdorf wurde 1743 unter dem Namen Guminiec nach einer Entvölkerung durch die Pest neu gegründet und das ab 1717 in Polen erlassene Verbot der evangelischen Religionsausübung wurde für Guminiec zeitweise ausgesetzt. Die Folge war ein überdurchschnittlicher evangelischer Bevölkerungsanteil, wie die überproportionalen evangelischen Trauungen für Bewohner Guminiecs im Trauungsregister des Kirchspiels Kobylin zeigen.
Der Ort gehörte nach der Zweiten Teilung Polens 1793 zum Kreis Krotoschin und ab 1887 mit der Umbildung der Kreise zum Kreis Koschmin. Das Gemeindelexikon für das Königreich Preußen gibt für 1885 für den Ort zwei Wohnplätze mit 101 Haushalten in 76 Wohngebäuden auf 769 ha an. Von den 603 Bewohnern waren 600 evangelisch und drei katholisch.
Für 1905 gibt das Gemeindelexikon 80 Wohngebäude mit 84 Mehrpersonenhaushalten und acht Einpersonenhaushalte an. Unter den 500 Einwohnern waren 483 evangelische mit deutscher Muttersprache und 17 Katholiken, davon elf mit deutscher und sechs mit polnischer Muttersprache. Die evangelische Gemeinde gehörte zum Kirchspiel Pogorzela, die katholische zum Kirchspiel Pogorzela. 1908 wurde der Ort in Guminitz umbenannt und im Jahr 1910 hatte er 469 Einwohner.
In den Jahren 1975 bis 1998 gehörte der Ort zur Wojewodschaft Leszno. Im Jahr 2010 hatte der Ort 340 Einwohner.